# Miss Santa Catarina
Miss Santa Catarina, é um tradicional concurso de beleza feminino cujo objetivo é eleger a melhor catarinense para a disputa anual de Miss Brasil, único caminho para o Miss Universo. Apesar de mais de cinquenta (50) anos de tradição e um total de cinco (5) títulos no nacional, os catarinenses amargam um jejum de dezoito (18) anos sem o título máximo da beleza nacional. A coordenação estadual está à cargo da empresária Franciele Hoeckele.

## Classificação
Abaixo a performance das catarinenses no Miss Brasil:
| Posição       | Performance |
| ------------- | ----------- |
| Miss Brasil   | 5           |
| 2º. Lugar     | 3           |
| 3º. Lugar     | 1           |
| 4º. Lugar     | 4           |
| 5º. Lugar     | 1           |
| Finalista     | 2           |
| Semifinalista | 28          |
| Total         | 44          |

### Prêmios Especiais
- Melhor Corpo: Manoella Heiderscheidt (2007)

- Miss Fotogenia: Vera Fischer (1969)

- Miss Voto Popular: Michelly Bohnen (2011)

## Coordenações
Já estiveram à frente do concurso:
- de 1955 a 1980: Diários & Emissoras Associados;

- de 1981 a 1989: Sistema Catarinense de Comunicações;

- de 1990 a 1995: Caio Cavichiolli;

- de 1996 a 1999: Luiz Bozzano;

- de 2000 a 2004: Rede Brasil Sul de Televisão;

- de 2005 a 2006: Moacir Benvenutti;

- de 2007 a 2008: Daniel Ackermann & Túlio Cordeiro;

- de 2009 a 2020: Túlio Cordeiro;

- de 2021 a 2022: Marcelo Sóes;

- desde 2023: Franciele Hoeckele

### Galeria das Vencedoras

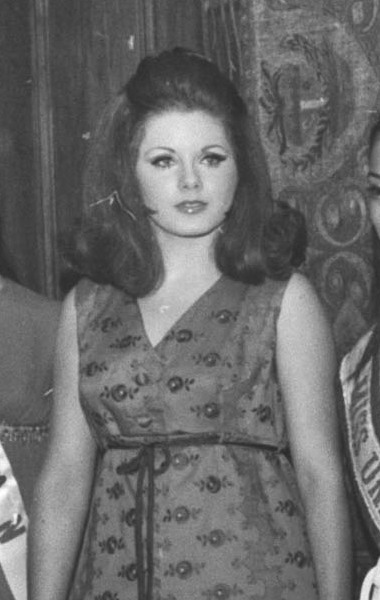
Miss Santa Catarina 1969, Vera Fischer, Blumenau
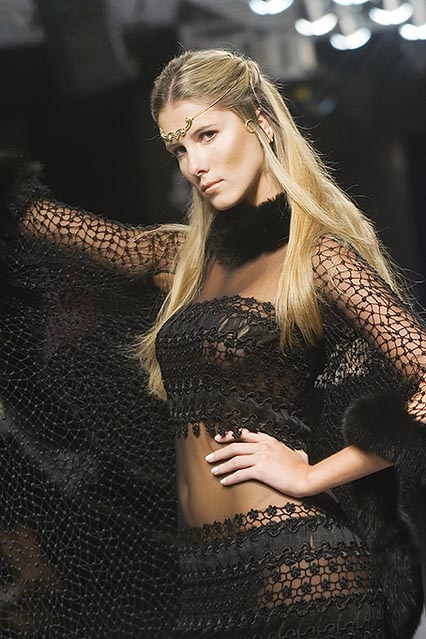
Miss Santa Catarina 2005, Carina Beduschi, Florianópolis

## Vencedoras
A candidata tornou-se Miss Brasil.
     A Miss Santa Catarina renunciou ao título estadual.
| Ano  | Participação                                            | Vencedoras                                              | Representação                                           | Colocação                                               | Miss Universo                                           | Ref.                                                    |
| ---- | ------------------------------------------------------- | ------------------------------------------------------- | ------------------------------------------------------- | ------------------------------------------------------- | ------------------------------------------------------- | ------------------------------------------------------- |
| 2025 | 67ª                                                     | Emanuele Pamplona                                       | Gaspar                                                  | Semifinalista (Top 14)                                  |                                                         | [ 1 ]                                                   |
| 2024 | 66ª                                                     | Carolina Schuler                                        | Itapema                                                 |                                                         |                                                         | [ 2 ]                                                   |
| 2023 | 65ª                                                     | Sasha Bauer                                             | Blumenau                                                | Semifinalista (Top 16)                                  |                                                         | [ 3 ]                                                   |
| 2022 | 64ª                                                     | Fernanda Souza                                          | Joinville                                               |                                                         |                                                         | [ 4 ]                                                   |
| 2021 | 63ª                                                     | Bruna Valim                                             | Otacílio Costa                                          | Semifinalista (Top 10)                                  |                                                         | [ 5 ]                                                   |
| 2020 | A Miss Brasil foi indicada, portanto não houve disputa. | A Miss Brasil foi indicada, portanto não houve disputa. | A Miss Brasil foi indicada, portanto não houve disputa. | A Miss Brasil foi indicada, portanto não houve disputa. | A Miss Brasil foi indicada, portanto não houve disputa. | A Miss Brasil foi indicada, portanto não houve disputa. |
| 2019 | 62ª                                                     | Patrícia Marafon                                        | Florianópolis                                           | Semifinalista (Top 10)                                  |                                                         | [ 6 ]                                                   |
| 2018 | 61ª                                                     | Débora Silva                                            | Rio Negrinho                                            | Finalista (Top 05)                                      |                                                         | [ 7 ]                                                   |
| 2017 | 60ª                                                     | Tamíris Gallois Ficht                                   | Blumenau                                                |                                                         |                                                         | [ 8 ]                                                   |
| 2016 | 59ª                                                     | Mariana Guerra                                          | Araranguá                                               |                                                         |                                                         | [ 9 ]                                                   |
| 2015 | 58ª                                                     | Sabrina Meyer                                           | Palhoça                                                 | 2º. Lugar                                               |                                                         | [ 10 ]                                                  |
| 2014 | 57ª                                                     | Laura Lopes                                             | Balneário Camboriú                                      | Semifinalista (Top 10)                                  |                                                         | [ 11 ]                                                  |
| 2013 | 56ª                                                     | Francielle Kloster                                      | Pomerode                                                | Semifinalista (Top 15)                                  |                                                         | [ 12 ]                                                  |
| 2012 | 55ª                                                     | Manoella Deschamps                                      | Florianópolis                                           | Semifinalista (Top 07)                                  |                                                         | [ 13 ]                                                  |
| 2011 | 54ª                                                     | Michelly Bohnen                                         | Blumenau                                                | Semifinalista (Top 15)                                  |                                                         | [ 14 ]                                                  |
| 2010 | 53ª                                                     | Aline Zermiani                                          | Itajaí                                                  |                                                         |                                                         | [ 15 ]                                                  |
| 2009 | 52ª                                                     | Francine Arruda                                         | Ituporanga                                              | Semifinalista (Top 10)                                  |                                                         | [ 16 ]                                                  |
| 2008 | 51ª                                                     | Gabriela Pinho                                          | Ituporanga                                              | Semifinalista (Top 15)                                  |                                                         | [ 17 ]                                                  |
| 2007 | 50ª                                                     | Manoella Heiderscheidt                                  | Palhoça                                                 | Semifinalista (Top 10)                                  |                                                         | [ 18 ]                                                  |
| 2006 | 49ª                                                     | Beatriz Back                                            | Florianópolis                                           | 3º. Lugar                                               |                                                         | [ 19 ]                                                  |
| 2005 | 48ª                                                     | Carina Beduschi                                         | Florianópolis                                           | MISS BRASIL 2005                                        | (Não obteve classificação)                              | [ 20 ]                                                  |
| 2004 | 47ª                                                     | Renata da Silva                                         | Blumenau                                                | Semifinalista (Top 10)                                  |                                                         | [ 21 ]                                                  |
| 2003 | 46ª                                                     | Virginia Rosso                                          | Criciúma                                                | Semifinalista (Top 10)                                  |                                                         | [ 22 ]                                                  |
| 2002 | 45ª                                                     | Taíza Thomsen                                           | Joinville                                               | MISS BRASIL 2002                                        | [ nota 1 ]                                              | [ 23 ]                                                  |
| 2001 | 44ª                                                     | Simone Régis                                            | Florianópolis                                           | Semifinalista (Top 10)                                  |                                                         | [ 24 ]                                                  |
| 2000 | 43ª                                                     | Francine Eickemberg                                     | Balneário Camboriú                                      | 2º. Lugar                                               |                                                         | [ 25 ]                                                  |
| 1999 | 42ª                                                     | Aline Crescêncio                                        | Palhoça                                                 | 5º. Lugar                                               |                                                         | [ 26 ]                                                  |
| 1998 | 41ª                                                     | Soraya Orthmann                                         | Balneário Camboriú                                      |                                                         |                                                         | [ 27 ]                                                  |
| 1997 | 40ª                                                     | Vanessa Martins                                         | Itajaí                                                  | Semifinalista (Top 12)                                  |                                                         | [ 28 ]                                                  |
| 1996 | 39ª                                                     | Débora Moser                                            | Blumenau                                                |                                                         |                                                         | [ 29 ]                                                  |
| 1995 | 38ª                                                     | Giane Tillmann                                          | Blumenau                                                | 4º. Lugar                                               |                                                         | [ 29 ]                                                  |
| 1994 | 37ª                                                     | Fabiana Fontanella                                      | Balneário Camboriú                                      | 2º. Lugar                                               |                                                         | [ 30 ]                                                  |
| 1993 | A Miss Brasil foi indicada, portanto não houve disputa. | A Miss Brasil foi indicada, portanto não houve disputa. | A Miss Brasil foi indicada, portanto não houve disputa. | A Miss Brasil foi indicada, portanto não houve disputa. | A Miss Brasil foi indicada, portanto não houve disputa. | A Miss Brasil foi indicada, portanto não houve disputa. |
| 1992 | 36ª                                                     | Sandra Regina Merlo                                     | Timbó                                                   | Finalista (Top 05)                                      |                                                         | [ 31 ]                                                  |
| 1991 | O Estado não enviou candidata ao Miss Brasil 1991.      | O Estado não enviou candidata ao Miss Brasil 1991.      | O Estado não enviou candidata ao Miss Brasil 1991.      | O Estado não enviou candidata ao Miss Brasil 1991.      | O Estado não enviou candidata ao Miss Brasil 1991.      | O Estado não enviou candidata ao Miss Brasil 1991.      |
| 1990 | Não houve disputa nacional de Miss Brasil em 1990.      | Não houve disputa nacional de Miss Brasil em 1990.      | Não houve disputa nacional de Miss Brasil em 1990.      | Não houve disputa nacional de Miss Brasil em 1990.      | Não houve disputa nacional de Miss Brasil em 1990.      | Não houve disputa nacional de Miss Brasil em 1990.      |
| 1989 | 35ª                                                     | Elenice Juliani                                         | Criciúma                                                |                                                         |                                                         | [ 32 ]                                                  |
| 1988 | 34ª                                                     | Isabel Beduschi                                         | Gaspar                                                  | MISS BRASIL 1988                                        | (Não obteve classificação)                              | [ 33 ]                                                  |
| 1987 | 33ª                                                     | Viviane Breisemeister                                   | Barra Velha                                             | Semifinalista (Top 12)                                  |                                                         | [ 34 ]                                                  |
| 1986 | 32ª                                                     | Ivana Raquel Heil                                       | Balneário Camboriú                                      | 4º. Lugar                                               |                                                         | [ 35 ]                                                  |
| 1985 | 31ª                                                     | Andreia Reis                                            | Lages                                                   | Semifinalista (Top 12)                                  |                                                         | [ 36 ]                                                  |
| 1984 | 30ª                                                     | Cristine Bergfeld                                       | Itajaí                                                  | Semifinalista (Top 12)                                  |                                                         | [ 37 ]                                                  |
| 1983 | 29ª                                                     | Geni Clair Bock                                         | São Miguel do Oeste                                     | 4º. Lugar                                               |                                                         | [ 38 ]                                                  |
| 1982 | 28ª                                                     | Valquíria Macêdo                                        | São José                                                | Semifinalista (Top 12)                                  |                                                         | [ 31 ]                                                  |
| 1982 | -                                                       | Lígia Paludo                                            | Chapecó                                                 | Renunciou. Não competiu.                                |                                                         | [ 31 ]                                                  |
| 1981 | 27ª                                                     | Elizabeth Martini                                       | Joaçaba                                                 |                                                         |                                                         | [ 31 ]                                                  |
| 1980 | 26ª                                                     | Tânia Regina Gall                                       | Balneário Camboriú                                      |                                                         |                                                         | [ 39 ]                                                  |
| 1979 | 25ª                                                     | Solange Scortegagna                                     | Lages                                                   | Semifinalista (Top 12)                                  |                                                         | [ 40 ]                                                  |
| 1978 | 24ª                                                     | Rosana Ritter                                           | Chapecó                                                 | Semifinalista (Top 10)                                  |                                                         | [ 41 ]                                                  |
| 1977 | 23ª                                                     | Irmgard Siedschlag                                      | Joinville                                               | Semifinalista (Top 08)                                  |                                                         | [ 42 ]                                                  |
| 1976 | 22ª                                                     | Édina Siemsen                                           | Brusque                                                 | Semifinalista (Top 08)                                  |                                                         | [ 43 ]                                                  |
| 1975 | 21ª                                                     | Ingrid Budag                                            | Blumenau                                                | MISS BRASIL 1975                                        | Semifinalista (Top 12)                                  | [ 44 ]                                                  |
| 1974 | 20ª                                                     | Arlene Kretzer                                          | São José                                                |                                                         |                                                         | [ 45 ]                                                  |
| 1973 | 19ª                                                     | Hermínia Aléssio                                        | Criciúma                                                | Semifinalista (Top 08)                                  |                                                         | [ 46 ]                                                  |
| 1972 | 18ª                                                     | Marlene Machado                                         | Itajaí                                                  | Semifinalista (Top 08)                                  |                                                         | [ 47 ]                                                  |
| 1971 | 17ª                                                     | Marilena Vieira                                         | Criciúma                                                |                                                         |                                                         | [ 48 ]                                                  |
| 1970 | 16ª                                                     | Suely Schlupp                                           | Itajaí                                                  |                                                         |                                                         | [ 49 ]                                                  |
| 1970 | -                                                       | Marileusa Mattos                                        | Rio do Sul                                              | Renunciou. Não competiu.                                |                                                         | [ 49 ]                                                  |
| 1969 | 15ª                                                     | Vera Fischer                                            | Blumenau                                                | MISS BRASIL 1969                                        | Semifinalista (Top 15)                                  | [ 50 ]                                                  |
| 1968 | 14ª                                                     | Ivelise Brietzig                                        | Joinville                                               | Semifinalista (Top 08)                                  |                                                         | [ 51 ]                                                  |
| 1967 | 13ª                                                     | Uyara Jatahy                                            | Blumenau                                                | Semifinalista (Top 08)                                  |                                                         | [ 52 ]                                                  |
| 1966 | 12ª                                                     | Gláucia Zimmermann                                      | Itajaí                                                  | Semifinalista (Top 08)                                  |                                                         | [ 53 ]                                                  |
| 1965 | 11ª                                                     | Sônia Zimmermann                                        | Rio do Sul                                              |                                                         |                                                         | [ 54 ]                                                  |
| 1964 | 10ª                                                     | Salete Chiaradia                                        | Lages                                                   |                                                         |                                                         | [ 55 ]                                                  |
| 1963 | 9ª                                                      | Olga Mussi                                              | Itajaí                                                  |                                                         |                                                         | [ 56 ]                                                  |
| 1962 | 8ª                                                      | Márcia Reis                                             | Itajaí                                                  |                                                         |                                                         | [ 57 ]                                                  |
| 1961 | 7ª                                                      | Neusa Formighieri                                       | Itajaí                                                  |                                                         |                                                         | [ 58 ]                                                  |
| 1960 | 6ª                                                      | Eliseana Haverroth                                      | Florianópolis                                           |                                                         |                                                         | [ 59 ]                                                  |
| 1959 | 5ª                                                      | Ivone Baumgarten                                        | Blumenau                                                |                                                         |                                                         | [ 60 ]                                                  |
| 1958 | 4ª                                                      | Carmen Ehrhardt                                         | Itajaí                                                  | 4º. Lugar                                               |                                                         | [ 61 ]                                                  |
| 1957 | 3ª                                                      | Terezinha Dutra                                         | Florianópolis                                           |                                                         |                                                         | [ 62 ]                                                  |
| 1956 | 2ª                                                      | Edith Donin                                             | Joaçaba                                                 |                                                         |                                                         | [ 63 ]                                                  |
| 1955 | 1ª                                                      | Ana Maria Heusi                                         | Itajaí                                                  |                                                         |                                                         | [ 64 ]                                                  |

### Observações
1. De todas as misses que representaram o Estado, não são naturais dele:
  1.  Fernanda Souza (2022) nasceu em São Paulo, SP;

### Conquistas por Municípios
| Títulos | Município           | Vitórias                                                         |
| ------- | ------------------- | ---------------------------------------------------------------- |
| 11      | Itajaí              | 1955, 1958, 1961, 1962, 1963, 1966, 1970, 1972, 1984, 1997, 2010 |
| 10      | Blumenau            | 1959, 1967, 1969, 1975, 1995, 1996, 2004, 2011, 2017, 2023       |
| 7       | Florianópolis       | 1957, 1960, 2001, 2005, 2006, 2012, 2019                         |
| 6       | Balneário Camboriú  | 1980, 1986, 1994, 1998, 2000, 2014                               |
| 4       | Joinville           | 1968, 1977, 2002, 2022                                           |
| 4       | Criciúma            | 1971, 1973, 1989, 2003                                           |
| 3       | Palhoça             | 1999, 2007, 2015                                                 |
| 3       | Lages               | 1964, 1979, 1985                                                 |
| 2       | Gaspar              | 1988, 2025                                                       |
| 2       | Ituporanga          | 2008, 2009                                                       |
| 2       | São José            | 1974, 1982                                                       |
| 2       | Joaçaba             | 1956, 1981                                                       |
| 1       | Itapema             | 2024                                                             |
| 1       | Otacílio Costa      | 2021                                                             |
| 1       | Rio Negrinho        | 2018                                                             |
| 1       | Araranguá           | 2016                                                             |
| 1       | Pomerode            | 2013                                                             |
| 1       | Timbó               | 1992                                                             |
| 1       | Barra Velha         | 1987                                                             |
| 1       | São Miguel do Oeste | 1983                                                             |
| 1       | Chapecó             | 1978                                                             |
| 1       | Brusque             | 1976                                                             |
| 1       | Rio do Sul          | 1965                                                             |